# Dictionnaire de la gauche
 (septembre 2023).
Si vous disposez d'ouvrages ou d'articles de référence ou si vous connaissez des sites web de qualité traitant du thème abordé ici, merci de compléter l'article en donnant les références utiles à sa vérifiabilité et en les liant à la section « Notes et références ».
Le Dictionnaire de la gauche est un ouvrage de référence, paru en 2007, portant sur la vie politique française, et dirigé par Hélène Hatzfeld, Julian Mischi et Henry Rey. Malgré son titre générique, cet ouvrage se cantonne essentiellement à la gauche française contemporaine. Il a été rédigé par une équipe de spécialistes composée de Gilles Archimbaud, Martine Barthélémy, Florence Faucher-King, Margaret Maruani, Guy Michelat, Michel Simon, Janine Mossuz-Lavau, Bruno Palier, Luc Rouban et Guillaume Soulez.
Ce dictionnaire propose plusieurs portraits de figures emblématiques de la gauche française ainsi que des articles sur les partis et les organisations de cette famille politique.
Pour inaugurer sa collection « À présent », les éditions Larousse faisaient également paraître trois autres dictionnaires complémentaires :
- Dictionnaire de l'extrême gauche, Serge Cosseron (dir.)
- Dictionnaire de la droite, Xavier Jardin (dir.)
- Dictionnaire de l'extrême droite, Erwan Lecœur (dir.).

## Notice bibliographique
- Hélène Hatzfeld (dir.), Le dictionnaire de la gauche, Paris, Larousse, « À présent », 2007.  (ISBN 2035826195)